# Església de Sant Jordi (Sofia)
L'Església de la Rotonda de Sant Jordi (búlgar: Ротонда „Свети Георги“ Rotonda "Sveti Georgi") és l'església cristiana més antiga de la ciutat de Sofia (Bulgària). Es troba al centre de la ciutat i va ser fundada en temps de l'Emperador romà Constantí el Gran, al segle IV. És un temple rotonda dedicat a Sant Jordi fet amb maó romà i és l'edifici més antic que es conserva a la capital búlgara.

## Història del temple
L'església de la Rotonda o de Sant Jordi és el monument arquitectònic més antic de Sofia i l'únic edifici conservat dempeus de la ciutat que data de l'Imperi Romà. La seva aparició coincideix amb una època de gran prosperitat de Serdica, com una de les ciutats romanes més grans i significatives de la península dels Balcans.
Des del principi, l'edifici va ser de culte, probablement d'un màrtir. L'aparició de la Rotonda data de principis del segle IV de l'època de l'Emperador Constantí el Gran (306-337), que residia repetidament a Serdica. S'hi copia la frase "Serdica - la meva Roma".
Després de l'edicte de Milà (313), amb el que l'Emperador Constantí el Gran va declarar el cristianisme una religió permesa a l'Imperi Romà, la Rotonda es va convertir en un baptisteri a causa dels batejos cristians massius.
Al segle vi durant el regnat de l'Emperador Justinià el Gran (527-565) la rotonda del baptisteri es va convertir en una església. La primera pintura antiga data d’aquella època. Des del mateix moment se suposa que l'església porta el nom de Sant Jordi el gran màrtir, que va patir a l’Àsia Menor al segle iii sota l'Emperador Dioclecià (284-305). En aquella època, la gesta del sant màrtir era força fresca. Un dels consells de l'església està connectat amb la Rotonda: la Serdica (343). Molts bisbes del llavors món cristià oriental i occidental van participar en aquest concili. El concili va confirmar el Credo Niceno, va justificar sant Atanasio d'Alexandria i va enderrocar els seguidors de l'heretgia arriana.
La cúpula de la Rotonda ha estat destruïda dues vegades. Els principals supòsits per a això són: terratrèmol a causa de la regió sísmica on es troba Sofia, erosió o invasions militars dels visigots a finals del segle IV i els huns al segle v, quan el conjunt arquitectònic va ser greument danyat i al segle IX - durant el setge del kan Krum.
La rotonda com a església que funciona és esmentada per Vladislav Gramatik en la seva història sobre la transferència de les relíquies de St. Joan de Rila de Tarnovo al monestir de Rila l'estiu de 1469. A la rotonda, les relíquies del sant van ser exposades al culte durant sis dies. En aquella època l'església era també una catedral metropolitana, que acollia les relíquies de sant rei Esteban Milutin.
Al segle xvi, durant l'ocupació otomana, l'edifici es va convertir en mesquita.
La vida de sant Pimen Zografski (segle xvi) també esmenta la rotonda, en què sant Pimen va estudiar la pintura d’icones durant sis anys. Aparentment poc després, sota el sultà Salim I (1512-1520), la rotonda es va convertir en una mesquita anomenada Gul-jamasi. Els murals es van esborrar amb guix blanc i es van pintar amb motius vegetals.
Després de l'alliberament de Bulgària del domini otomà (1396-1878), la rotonda va ser abandonada i abandonada. No va ser fins a la mort d'Alexander Battenberg que es va adaptar com a mausoleu temporal, on es van col·locar les seves restes fins que van ser transferides a un mausoleu construït especialment el 1898.
El 1915, la rotonda es va netejar de tot el que s'hi afegia quan es va convertir en mesquita, es va enderrocar el minaret, es va netejar l'enguix interior i es va descobrir una pintura medieval de tres capes.
Després de la restauració de l'església, es va restaurar l’adoració diària i, a part de ser un monument d’art cristià que testimonia la permanència de l’Església de Crist, la Rotonda encara va complir la seva funció més important, per a la qual va ser construïda fa 1600 anys: portar la gent a Déu.
Avui a l'església es realitza culte diari ortodox, realitzat en l'antic llenguatge litúrgic dels eslaus ortodoxos - eslau eclesiàstic, i els cants es realitzen segons la característica de l'antiga església ortodoxa - cant de l'església oriental, també coneguda com a música romana d'Orient.

## Arquitectura
El temple es va fundar al segle iv als terrenys que havia ocupat anteriorment un temple precristià i es va fer servir com a baptisteri.
Construït al segle IV pels romans, aquest edifici és un gran conjunt arquitectònic de culte, que a l'edat mitjana (segles IX - XIV) va ser sotmès més d’una vegada a alteracions, principalment relacionades amb la seva part central: la rotonda. A l'antiga Serdica i als Sredets medievals (els antics noms de Sofia) era una església cristiana dedicada a Sant Jordi, i al segle xvi va ser convertida en mesquita pels turcs. Tot i que va ser molt malmès pel temps i per negligència en el passat, aquest temple s'ha conservat fins als nostres dies i desperta un merescut interès com a model de construcció antiga i art cristià.
L'edifici es desenvolupa d’oest a est.
```
1. A l'oest comença amb un gran vestíbul d'entrada, que al nord i al sud acaba amb absis semicirculars. Avui falta aquesta part.
```

```
2. D'oest a est segueix un vestíbul cruciforme (vestíbul). Quatre grans pilastres construïdes a les quatre cantonades de l'espai interior quasi quadrat suggereixen la presència en el passat d’una coberta de volta semicilíndrica cruciforme.
```

```
3. La tercera sala és un vestíbul d’entrada de tres parts que connecta amb un gran edifici rodó: la rotonda.
```

```
4. La quarta part de l'edifici és la nau-rotonda. Les dues habitacions laterals, que hi estan connectades per entrades arquejades a llevant, acaben en absis. D’aquesta manera, juntament amb la rotonda, formen una església típica de tres naus. En relació amb les escenes del Nou Testament representades a sobre de les entrades, els investigadors determinen que la nau nord era una capella dedicada a la Passió de Crist i la sud, a l’Assumpció de la Mare de Déu.
```

La rotonda és un edifici de cúpula cilíndrica construït sobre una base quadrada. La part superior té forma de cos cilíndric perforat per vuit finestres cilíndriques. Té uns 9,50 m d’amplada (de diàmetre) i uns 14 m d’alçada. En la composició arquitectònica general de tot el conjunt, la rotonda era la dominant monumental més alta i impressionant. L'espai interior es realitza amb la simplicitat i la mida de les formes i els volums. La sala quadrada de l’altar, els quatre nínxols situats simètricament, l'entrada principal a la paret oest i diverses finestres allargades milloren la impressió de la mida espacial.
Els nínxols semicirculars tenen forma diagonal simètrica. Els nínxols orientals són més grans que els occidentals, però aquests darrers són més alts. La forma dels nínxols orientals supera el semicercle i té forma de ferradura. Tenen una piscina semicircular amb un radi d’1,40 m. El fons de la piscina és 50 cm inferior al terra i la seva part superior es troba a 50 cm sobre el terra. El terra de la rotonda es va construir sobre pilars que formaven l’anomenat hipocaust. El sistema d’hipocaust consta de pilars quadrats fets de maons quasi quadrats (de 20 per 30 cm de gran) a una profunditat d’1,35 m per sota de la base del sòl, fixats directament a terra a una distància de 50 cm a 1 m, a la part superior que es connectaven i formaven arcades paral·leles. L’hipocaust és un sistema de ventilació construït a causa de la forta humitat subterrània.

## Frescos dels Miracles
Destaquen els frescs de l'interior, entre els quals es poden veure la representació del Crist Pantocràtor a la cúpula. En el tambor sota la cúpula es troba un fris amb 22 retrats de profetes i baix d'este es troba una altra fila de 16 retrats de profetes.
A l'església s'hi han conservat cinc capes de frescos:
```
- la primera, antiga (primitiva), referida al 
segle
 
vi
, quan probablement la Rotonda fou consagrada com a església cristiana i pintada;
```

```
- segona (I capa medieval) - referit a finals del segle IX o principis del 
segle
 
x
, és a dir, a l'època del Primer Regne búlgar;
```

```
- tercera (II capa medieval): cap a finals del 
segle
 
xi
 o principis del 
xii
, quan Bulgària estava sota el jou romà d'Orient;
```

```
- quarta (III capa medieval) - a finals del 
segle
 
xiv
, l'últim segle del Segon Regne Búlgar;
```

```
- cinquena - a finals del 
segle
 
xvi
, quan l'església "St. Georgi ”es va convertir en una mesquita.
```

La resta de l’antiga capa és bastant insignificant: un petit fragment al nínxol nord-oest. Restes de la cinquena capa turca, ornaments amb rajoles de color vermell es conserven a la paret oest sobre la finestra. Aquestes dues capes, la primera i la cinquena, només tenen una importància documental. Les altres tres capes de pintura medieval es disposen de la següent manera: a la part superior de la cúpula al costat de la línia de les vuit finestres del tambor hi ha la tercera capa; per sota de la primera capa i, per sota, la segona. A sota de la part inferior no hi ha frescos, de manera que suggereixen que estava folrat de marbre.
La primera capa de pintura medieval (segle X) consta de dos fris: superior i inferior. A la part nord del fris superior s'han conservat fragments de figures de sis àngels voladors, així com el cap d’un àngel. Al fris inferior, l'espai entre les vuit finestres, es representaven setze profetes. D’aquests, només han sobreviscut fragments de les figures de tres profetes i l’aureola del quart profeta.
La segona capa de pintura medieval (s. XI - XII) té una composició mixta. Inclou les restes del primer fris del segle X (les figures dels tres profetes a la paret nord i l'aurèola del quart). Els altres dotze profetes fan referència a l’època de la segona inscripció de la rotonda (s. XI - XII). Com va passar això? Al segle XII, les parets de la rotonda es van tornar a arrebossar i es van cobrir amb frescos. Fins i tot abans del segle xiv sota l'oval de la cúpula, el guix al fresc al costat dels llocs de danys va ser evidentment danyat i més tard es va començar a desprendre, revelant les imatges originals dels tres profetes. Les escenes evangèliques i les imatges dels quatre evangelistes es troben a la superfície restant sota les finestres de l'espai situat a sobre dels nínxols i a les parts superiors dels nínxols.
La tercera capa medieval (segle XIV) es troba a la part superior de la rotonda, a la seva cúpula. Feta després de la restauració de la cúpula, consta de dues parts: la imatge central de Crist Totpoderós, envoltada de quatre àngels voladors i els quatre evangelistes, i el fris de vint-i-dos profetes situats a sota d’ells.
El grau més alt es dona a la primera capa de frescos medievals fets durant el Primer Regne búlgar. El nivell extremadament elevat d’aquest mural es manifesta clarament en les restes del fris amb els àngels i sobretot en un d’ells. Aquí es revelen grans mèrits artístics en una combinació de profunda espiritualitat i monumentalitat, inherents al primer període de les belles arts cristianes orientals (romanes d'Orient).
La segona capa de pintura (segles XI - XII), que fa referència a l’època de la dominació romana d'Orient a Bulgària, també demostra les qualitats de la monumental pintura cristiana oriental, en forma d’origen romà d'Orient i molt posterior. Està dominada per estàtiques, les figures tenen cares ascètiques severes presentades en postures frontals congelades.
La tercera capa de pintura (finals del segle XIV) és executada segons la tradició monumental de la pintura antiga i per grans mestres. La mida de les imatges d’alçada d’aquesta capa es redueix significativament, gairebé un metre, en comparació amb les imatges de la primera i segona capa de frescos, que arriben als tres metres aproximadament. Però, a canvi, els frescos de la tercera capa es disseccionen amb moviments forts, saturats del ressò dels tràgics esdeveniments per al poble búlgar d’aquella època.
Les inscripcions de la primera i segona capa estan en grec i en la tercera capa, en búlgar antic.